# Município de Washington (condado de Clinton, Ohio)
O município de Washington (em inglês: Washington Township) é um município localizado no condado de Clinton no estado estadounidense de Ohio. No ano de 2010 tinha uma população de 2.130 habitantes e uma densidade populacional de 30,01 pessoas por km².

## Geografia
O município de Washington encontra-se localizado nas coordenadas 39° 22′ 10″ N, 83° 50′ 40″ O. Segundo a Departamento do Censo dos Estados Unidos, o município tem uma superfície total de 70.97 km², da qual 70.18 km² correspondem a terra firme e (1.11%) 0.79 km² é água.

## Demografia
Segundo o censo de 2010, tinha 2.130 habitantes residindo no município de Washington. A densidade populacional era de 30,01 hab./km². Dos 2.130 habitantes, o município de Washington estava composto pelo 97.09% brancos, o 0.66% eram afroamericanos, o 0.23% eram amerindios, o 0.23% eram asiáticos, o 0.05% eram insulares do Pacífico, o 0.33% eram de outras raças e o 1.41% pertenciam a duas ou mais raças. Do total da população o 0.99% eram hispanos ou latinos de qualquer raça.